# Håkan Hardenberger

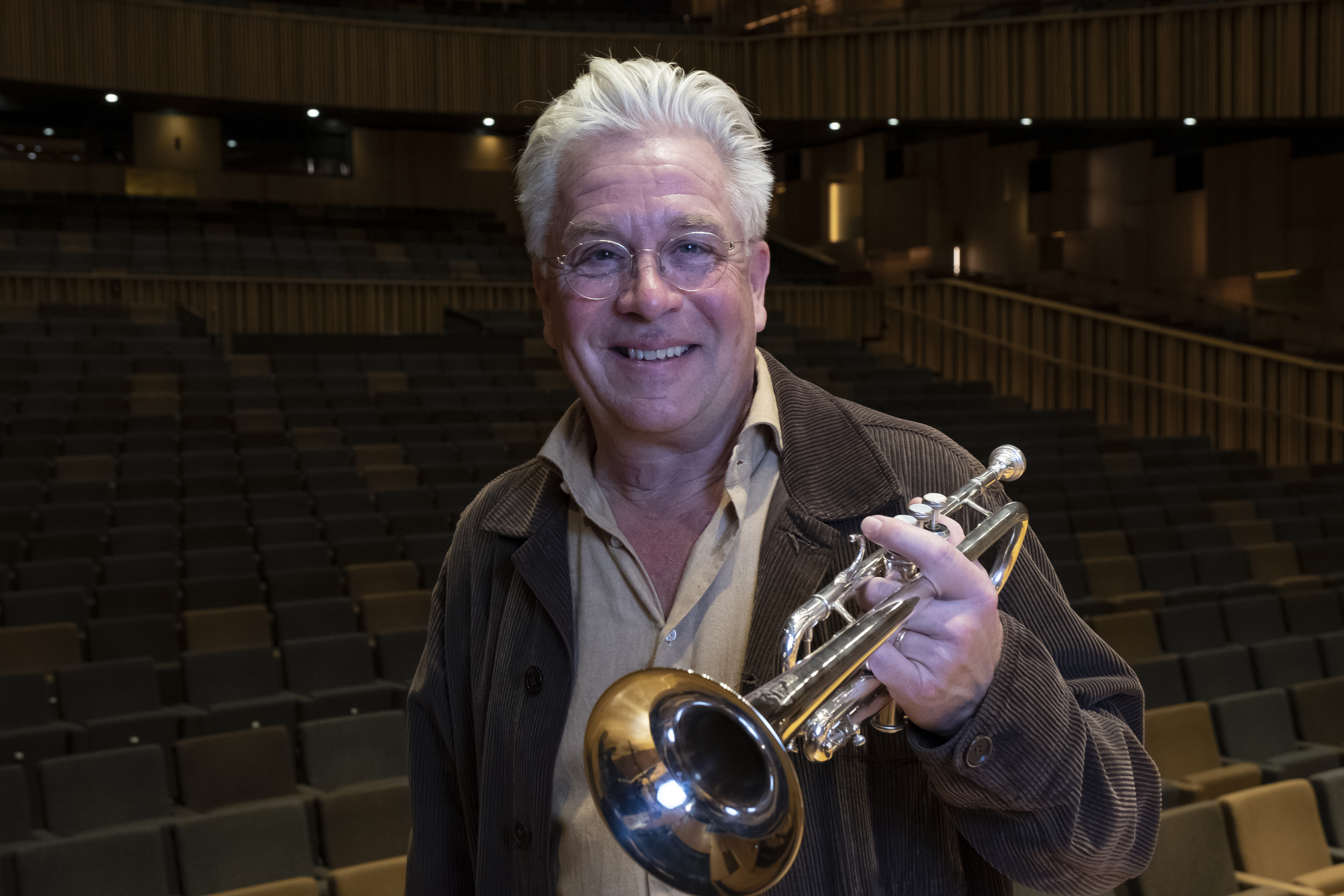
Håkan Hardenberger (2021)

Håkan Hardenberger (Aussprache [ˌhoːkan ˈhɑːʁdənbæʁʝəʁ], * 1961 in Malmö) ist ein schwedischer Trompeter.
Er begann im Alter von acht Jahren mit dem Trompetenunterricht bei seinem Lehrer Bo Nilsson in Malmö. Hardenberger besuchte das Konservatorium in Paris bei Pierre Thibaud und in Los Angeles bei Thomas Stevens.
Er hat sich bereits in jungen Jahren einen Ruf als Trompetenvirtuose erworben, der nicht nur das klassische Repertoire beeindruckend beherrscht, sondern auch eine Vielzahl zeitgenössischer Werke von Komponisten wie André Jolivet, Harrison Birtwistle, Hans Werner Henze, György Ligeti, Mark-Anthony Turnage, Rolf Martinsson und Arvo Pärt eingespielt hat.
Durch sein Spiel inspirierte er auch neben den oben Genannten andere Komponisten wie die Österreicher HK Gruber und Kurt Schwertsik zu neuen Kompositionen, letzteren zu Divertimento macchiato (2007).
Hardenberger gilt als der führende Trompeter in der klassischen und Neuen Musik unserer Zeit.